# Retrograd amnesi
Retrograd amnesi (RA) er tab af hukommelse i forhold til begivenheder eller information der blev lært før en skade eller under sygdommen. Det har en tendens til at påvirke episodisk, autobiografisk og deklarativ hukommelse negativt, mens procedural hukommelse forbliver intakt og ingen problemer med at lære ny viden. RA kan være midlertidigt eller mere permanent baseret på graden af dens årsag og den fungerer som regel sammen med Ribots lov: hvor subjekter har større risiko for at miste minder tæt på en traumatisk hændelse, end mere fjerne minder. Typen af information der glemmes kan være meget specifik, som en enkelt begivenhed eller mere generelt, hvorved det minder mere om generelt hukommelsestab. Det skal ikke forveksles med anterograd amnesi, der er en manglende evne til at danne nye minder efter en skade eller sygdom.